# Badminton ai III Giochi olimpici giovanili estivi
Le gare di badminton ai III Giochi olimpici giovanili estivi sono state disputate dal 7 al 12 ottobre 2018 al Tecnópolis di Buenos Aires. Sono state assegnate medaglie per la gara maschile, per quella femminile e per la prima volta per il doppio misto.

## Podi
| Evento              | Oro | Argento | Bronzo |
| Singolare maschile  | Li Shifeng | Lakshya Sen | Kodai Naraoka |
| Singolare femminile | Jin Wei Goh | Wang Zhiyi | Phittayaporn Chaiwan |
| A squadre miste     | Team Alpha Lakshya Sen Giovanni Toti Vannthoun Vath Brian Yang Hasini Ambalangodage Maria Delcheva Jennie Gai Ashwathi Pillai | Team Omega Markus Barth Oscar Guo Chang Ho Kim Kunlavut Vitidsarn Huang Yinhsuan Leonice Huet Anastasiia Prozorova Thi Anh Thu Vu | Team Theta Julien Carraggi Mohamed Mostafa Kamel Kodai Naraoka Lukas Resch Zecily Fung Jaqueline Lima Hirari Mizui Tereza Svabikova |